# 法羅河
9°20′00″N 12°55′30″E / 9.3333°N 12.9250°E

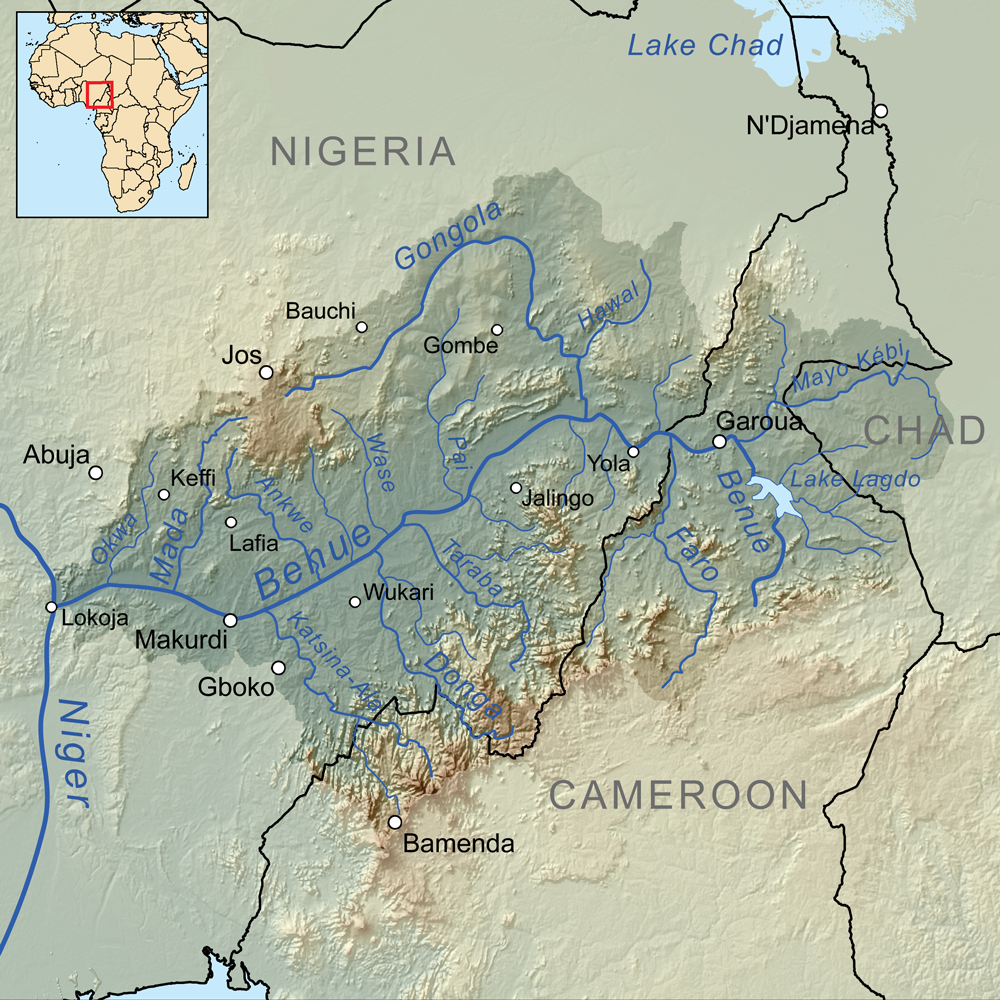

法羅河是非洲中西部的河流，位於喀麥隆和尼日利亞接壤的邊境，屬於貝努埃河的支流，河道全長310公里，發源自阿達馬瓦高原。